# Julie Clodius

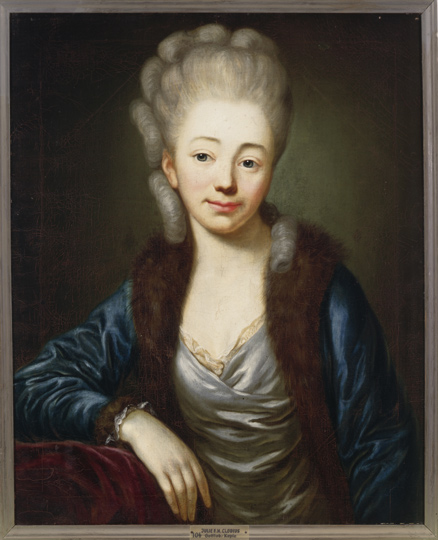
Julie Friederike Henriette Clodius, Gemälde von Ernst Gottlob nach Anton Graff, 1769, Gleimhaus Halberstadt

Julie Friederike Henriette Clodius, geb. Stölzel, (* 20. August 1750 in Altenburg; † 3. März 1805 in Dresden) war eine deutsche Schriftstellerin.

## Leben
Clodius wurde als Tochter des Kommissionsrats Stölzel in Altenburg in Thüringen geboren. Sie erhielt von ihren Eltern eine „ausgezeichnete Erziehung“. Im Alter von 18 Jahren heiratete sie in Leipzig den Dichter und Philosophieprofessor Christian August Clodius. Der gemeinsame Sohn, der Dichter Christian August Heinrich Clodius, kam 1772 zur Welt.
Über ihren Ehemann kam Clodius in Kontakt mit bedeutenden Personen ihrer Zeit, so Adam Friedrich Oeser, und bildete sich weiter. Sie beherrschte neben der englischen Sprache auch Italienisch. Sie übersetzte Werke aus dem Englischen und begann, selbst zu schreiben. Ihre eigenen Werke blieben zu Lebzeiten ungedruckt und wurden erst 1806 von ihrem Sohn herausgegeben.
Clodius starb 1805 während eines Besuchs in Dresden.

## Werke
Clodius verfasste mehrere Aufsätze in verschiedenen Periodika. Im Druck erschienen zudem:
- 1784: Gedichte von Elisa Carter und Charlotte Smith (Übersetzung)
- 1784: Biografisches Nachwort in: Christian August Clodius – Neue vermischte Schriften (5. Teil)
- 1806: Eduard Montrefrevil (Roman, posthum, zusammen mit Fragmenten aus ihren Papieren herausgegeben von Christian August Heinrich Clodius)